# Laizhou

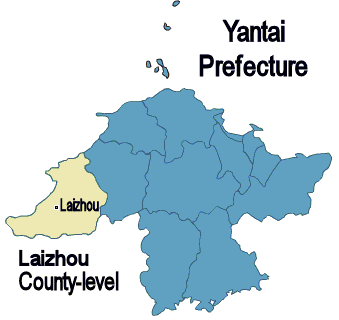
Lage Laizhous im Verwaltungsgebiet von Yantai

Die Stadt Laizhou (chinesisch 莱州市, Pinyin Láizhōu Shì) ist eine kreisfreie Stadt in der ostchinesischen Provinz Shandong und gehört zum Verwaltungsgebiet der bezirksfreien Stadt Yantai. Sie hat eine Fläche von 1.878 km² und zählt 883.896 Einwohner (Stand: Zensus 2010).
Die Felsinschriften des Yunfeng Shan und Tianzhu Shan (Yunfeng shan, Tianzhu shan moya shike) stehen seit 1988 auf der Liste der Denkmäler der Volksrepublik China (3-170).

## Sportliche Laufbahn
- Wei Meng (* 1989), Sportschützin